# Ряд Гаусса
Ряд Гаусса — широко вживаний вираз для скалярного магнітного потенціалу магнітного поля Землі. Записане в геоцентричних сферичних координатах r, {\displaystyle \theta }, {\displaystyle \lambda }, воно використовується як міжнародний еталон нормального геомагнітного поля 1
{\displaystyle V(r,\theta ,\lambda ,t)=\sum _{n=1}^{N}\left({\frac {R}{r}}\right)^{n+1}\sum _{m=0}^{n}\left(g_{n}^{m}(t)\cos m\lambda +h_{n}^{m}(t)\sin m\lambda \right)P_{n}^{m}(cos\theta )}
де r — відстань від центра Землі, {\displaystyle \theta } — доповнення географічної широти, тобто полярний кут, {\displaystyle \lambda } — довгота, R — стандартний радіус Землі (6371,2 км), {\displaystyle g_{n}^{m}(t)} та {\displaystyle h_{n}^{m}(t)} — коефіцієнти Гаусса, залежні від часу t. (Посилання на таблицю коефіцієнтів міжнародного еталону для епохи 2005—2010 років (IGRF-10) та програми розрахунку елементів геомагнітного поля знадяться на сторінці 1.) {\displaystyle P_{n}^{m}} — нормовані за Шмідтом приєднані функції Лежандра степеня n, порядку m.